# Siulak Panjang
Siulak Panjang is een bestuurslaag in het regentschap Kerinci van de provincie Jambi, Indonesië. Siulak Panjang telt 1160 inwoners (volkstelling 2010).